# József Vass

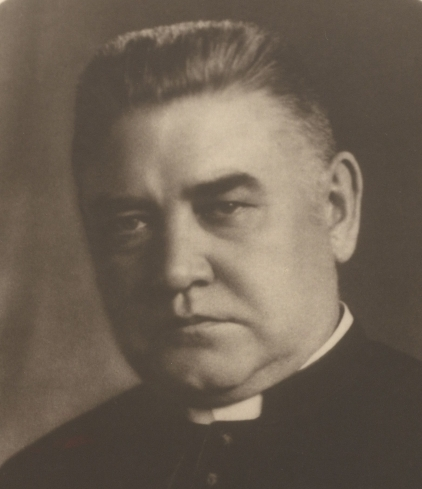
József Vass in 1927

József Vass (Sárvár, 25 april 1877 – Boedapest, 8 september 1930) was een Hongaars politicus, die van 1920 tot 1922 de functie van minister van Godsdienst en Onderwijs uitoefende in de regering-Teleki I en de regering-Bethlen. 

## Biografie
Hij maakte zijn theologiestudies af in Rome. Na zijn wijding werd hij onderpastoor in Adony. Vervolgens werd hij overgeplaatst naar Székesfehérvár, waar hij een religieuze krant uitbracht. Vass werd de directeur van een internaat in 1911 en werkte vanaf 1917 als theologiedocent aan de Universiteit van Boedapest. In 1920 werd hij lid van de Hongaarse Landdag.
Pál Teleki stelde hem in augustus 1920 aan als minister van Voedselvoorziening, nadien werd hij minister van Godsdienst en Onderwijs. Tijdens de couppogingen van Karel IV trachtte Vass te bemiddelen tussen de koning en regent Miklós Horthy, aangezien hij goede relaties had met het legitimistische kamp. Van 1922 tot aan zijn dood in 1930 was hij minister van Welzijn en Arbeid. In 1923 organiseerde hij de evacuatie en herstelwerken bij de onderstroming van Boedapest. In 1924 werd hij ook proost van Kalocsa. Hij ontving het ereburgerschap van Esztergom in 1926 en dat van Újpest in 1928.
Vass overleed tijdens het zogenaamde Dréhr-schandaal. Imre Dréhr was staatssecretaris op het ministerie van Welzijn, maar werd beschuldigd van corruptie en hiervoor tot gevangenschap veroordeeld, waarna hij zelfmoord pleegde, net zoals afdelingshoofd Hankó-Veress. Sommigen vermoedden dat ook Vass zelfmoord heeft gepleegd.